# Nichifor I al Constantinopolului
Nichifor I (în greacă Νικηφόρος Α΄, transliterat: Nikiforos I; n. 758 d.Hr., Constantinopol, Imperiul Roman de Răsărit – d. 5 aprilie 828 d.Hr., Constantinopol, Imperiul Roman de Răsărit) a fost un istoric bizantin, care a îndeplinit funcția de patriarh al Constantinopolului (12 aprilie 806 - 13 martie 815). A condus opoziția împotriva iconoclasmului și a fost canonizat de Biserica Ortodoxă, fiind prăznuit ca sfânt în ziua de 2 iunie.

## Biografie

### Funcționar imperial
Nichifor s-a născut în a doua jumătate a secolului al VIII-lea la Constantinopol, în familia unui secretar imperial pe nume Theodoros și a soției sale, Eudoxia. Tatăl său, care a fost unul din secretarii împăratului Constantin al V-lea (741-775), a fost exilat la Niceea și a murit în exil în timpul perioadei iconoclaste. Nichifor a urmat studii la unele dintre cele mai vestite școli ale vremii și a fost încadrat la rândul său în administrația imperială, ocupând funcția de secretar imperial (asekretis) în jurul anului 787, când a luat parte în calitate de reprezentant al împăratului Constantin al VI-lea (780-797) la Sinodul al VII-lea Ecumenic de la Niceea, care a restabilit cultul icoanelor.
A mai rămas câțiva ani în activitatea administrativă, după care s-a retras din viața publică și s-a stabilit pe malul estic al Bosforului, unde a fondat o mănăstire și s-a dedicat slujirii religioase și activităților caritabile, fără a fi însă călugăr. Acolo și-a împărțit timpul între practicile ascetice, studierea Scripturilor și adâncirea cunoștințelor de gramatică, matematică și filozofie. A fost rechemat mai târziu la Constantinopol și i s-a încredințat conducerea unui mare spital.

### Patriarh al Constantinopolului
În anul 806, după moartea patriarhului Tarasie (784-806), în vremea domniei împăratului bizantin Nicefor I (802-811), Nichifor a ales ca succesor pe scaunul patriarhal al Constantinopolului, cu toate că nu era cleric, și a fost hirotonit episcop câteva zile mai târziu; el a fost cel mai probabil un candidat de compromis între cler și curtea imperială și era cunoscut de toți ca fiind foarte educat și foarte religios. A fost hirotonit pe rând diacon și preot și a fost sfințit episcop în ziua de 12 aprilie 806, care era Duminica Paștilor, Duminica Învierii Mântuitorului,sau prima zi de Paști. Alegerea directă a unui laic ca patriarh, așa cum fusese și cazul lui Tarasie, a provocat protestul unui grup de clerici și călugări, condus de Platon din Sakkodiom, Teodor Studitul (starețul mănăstirii Studium) și arhiepiscopul Iosif al Tesalonicului (fratele lui Teodor). Pentru această opoziție starețul Platon a fost închis timp de 24 de zile din porunca împăratului.
Protestul călugărilor s-a transformat curând într-un conflict deschis atunci când patriarhul Nichifor, un moralist rigid în alte privințe, l-a reabilitat pe economul Iosif, care fusese excomunicat ca urmare a faptului că oficiase în anul 795 slujba necanonică a cununiei împăratului Constantin al VI-lea cu Teodota. Căsătoria nu era legală, deoarece împăratul Constantin era deja căsătorit cu Maria, pe care însă o repudiase. Teodor Studitul i-a scris patriarhului, rugându-l să nu-l reabiliteze pe preotul vinovat. Noul împărat Nicefor a convocat un sinod compus din patriarh și câțiva episcopi loiali, care l-a iertat și l-a repus în funcție pe Iosif în anul 806. Această acțiune a patriarhului a fost considerată de călugării ultraortodocși o încălcare a rânduielilor bisericești. Grupul condus de Teodor Studitul a întrerupt comuniunea cu patriarhul Nichifor și cu preotul Iosif. Conflictul a devenit cunoscut în urma scrisorii arhiepiscopului Iosif din anul 808. Acuzat că ar fi schismatic, Teodor Studitul a declarat că a pomenit întotdeauna numele patriarhului în liturghie și și-a menținut ferm poziția, afirmând că-și va retrage opoziția atunci când patriarhul îl va excomunica pe preotul Iosif. Împăratul Nicefor a cerut convocarea unui sinod care să judece acest conflict. Sinodul, care a avut loc în 809 și la care au fost aduși cu forța starețul Platon și mai mulți călugări, a hotărât destituirea arhiepiscopului Iosif al Tesalonicului și exilarea stareților Platon și Teodor, împreună cu călugării lor, în insulele învecinate.
Stareții Platon și Teodor au trimis un memoriu comun, prin arhimandritul Epifanie, papei Leon al III-lea, rugându-l să intervină. Papa a trimis un răspuns încurajator călugărilor persecutați, dar nu a scris pentru o vreme nici împăratului bizantin și nici patriarhului Nichifor. În acest timp, împăratul Nicefor a devenit tot mai urât de populație pentru că i-a persecutat pe toți adepții lui Teodor Studitul, i-a favorizat pe paulicienii eretici și pe iconoclaști și a sărăcit populația prin impunerea unor taxe împovărătoare. Nicefor a fost ucis în iulie 811 într-o bătălie cu bulgarii, iar fiul său, Staurakios, care fusese grav rănit în aceeași luptă, a fost forțat să abdice. Mihail I, cumnatul lui Staurakios, a devenit noul împărat la 2 octombrie 811, cu acordul patriarhului. El a promis că va apăra credința și a reușit să-i împace în 811/812 pe patriarhul Nichifor și pe Teodor Studitul. Patriarhul l-a excomunicat din nou pe preotul Iosif și a anulat hotărârile luate împotriva lui Teodor și a partizanilor săi, fiind recunoscut de călugării răzvrătiți ca patriarh legitim al Bisericii Răsăritene. Grație medierii noului împărat, au fost îmbunătățite relații bisericești între Constantinopol și Roma, iar patriarhul l-a anunțat pe papă ca va fi din nou pomenit în liturghii, scuzându-se că nu a putut să o facă până acum din cauza tiraniei fostului împărat.

### Combaterea iconoclasmului
În timpul domniei sale, la sfatul patriarhului Nichifor, împăratul Mihail i-a condamnat la moarte pe membrii sectei paulicienilor și a încercat să combată gruparea iconoclaștilor. Patriarhul s-a străduit să impună respectarea hotărârilor Sinodului al VII-lea Ecumenic prin instituirea unei discipline monahale stricte în rândul călugărilor și desființarea mănăstirilor schismatice. Înfrângerea împăratului Mihail în războiul împotriva bulgarilor a provocat pierderea autorității sale; Mihail a abdicat la 22 iunie 813 și, cu acordul patriarhului, s-a călugărit sub numele de Athanasios.
Tulburările iconoclaste au reînceput odată cu urcarea pe tron la 11 iulie 813 a generalului Leon Armeanul (813-820), iar patriarhul Nichifor și Teodor Studitul au condus opoziția iconodulă. Noul împărat a amânat depunerea mărturisirii de credință atât înainte de încoronare, cât și ulterior, dovedindu-se după înfrângerea bulgarilor în 814 un sprijinitor al iconoclaștilor. În anul 814, în calitate de susținător al doctrinei venerării icoanelor, patriarhul Nichifor a criticat dur intenția împăratului Leon Armeanul de a anula hotărârile Sinodului al VII-lea Ecumenic. Mai mulți clerici iconoclaști (printre care episcopul Antonie de Sylaeum și un stareț pe nume Ioan) au fost trimiși în fața judecății sinodului, fiind nevoiți să semneze o mărturisire că se vor supune hotărârilor Sinodului al VII-lea Ecumenic.
Patriarhul și împăratul au purtat o lungă discuție în decembrie 814 cu privire la cinstirea icoanelor, dar nu s-a ajuns la un acord. Împăratul a refuzat să se lase convins și a încercat să organizeze o dezbatere între reprezentanții celor două grupări bisericești opuse; iconodulii au refuzat să participe, argumentând că Sinodul al VII-lea Ecumenic soluționase deja această chestiune. În schimb, Nichifor a convocat o adunare de episcopi și stareți în Biserica Sf. Sofia, excomunicându-l pe episcopul sperjur Antonie de Sylaeum. Împăratul l-a convocat din nou pe Nichifor la palatul imperial și a purtat mai întâi o discuție particulară cu el și apoi i-a primit pe episcopii și călugării care îl însoțeau. Însoțitorii patriarhului, printre care șapte mitropoliți și Sfântul Teodor Studitul,starețul,au cerut împăratului să nu se amestece în chestiunile dogmatice și au respins propunerea de a participa la o nouă dezbatere. Văzând că nu are succes, împăratul i-a interzis patriarhului să mai semneze acte cu caracter oficial și să mai celebreze slujbe religioase în biserică  și apoi i-a cerut să se prezinte în fața unui sinod format din episcopi iconoclaști.

### Viața în exil
Nichifor nu a vrut să recunoască acest sinod și nu s-a prezentat la ședințele acestuia. Casa patriarhului a fost înconjurată de soldați care nu i-au permis să se deplaseze, iar o mulțime de iconoclaști furioși s-au adunat acolo, strigându-i amenințări și invective. Supus acestei presiuni, patriarhul Nichifor și-a înaintat demisia în martie 815 în semn de protest față de comportamentul împăratului Leon. A fost arestat la miezul nopții și exilat la Mănăstirea „Sfântul Teodor”, pe care o ctitorise. Leon l-a numit ca patriarh pe Teodot, un laic căsătorit și needucat, care a favorizat iconoclasmul.
După uciderea împăratului Leon la 25 decembrie 820, a urcat pe tron Mihail al II-lea Amorianul (820-829), care nu s-a amestecat în disputele religioase: a stopat persecuția împotriva iconodulilor, dar nu a restabilit cinstirea icoanelor. Fostul patriarh Nichifor a primit permisiunea să se întoarcă din exil cu condiția să nu se implice în disputele religioase, dar a refuzat și a rămas în Mănăstirea „Sfântul Teodor”, unde a continuat să țină predici și să scrie tratate în care să apere venerarea icoanelor. A murit acolo în anul 828, după 13 ani de exil. A fost venerat ca sfânt după moartea sa, iar osemintele sale au fost aduse cu mult fast la Constantinopol în 847 de către patriarhul Metodie I și îngropate, la 13 martie 847, în Biserica „Sfinții Apostoli”.
Biografia sa scrisă de Ignatios Diakonos oferă informații relativ detaliate, dar parțial incomplete, cu privire la viața patriarhului Nichifor.

## Opera
Nichifor este autorul mai multor lucrări apologetice și al unei scrieri polemice în trei părți împotriva adversarilor cultului icoanelor (iconoclaști), intitulată Antirretichus. A mai scris, de asemenea, pamflete împotriva evreilor și adepților maniheismului, precum și scrisori și omilii, dar toate acestea (cu excepția câtorva fragmente din scrisori) s-au pierdut. În plus, unele lucrări îi sunt atribuite în mod eronat. Cea mai importantă lucrare scrisă de el care s-a păstrat este o cronică istorică.
Cronica lui Nichifor este cunoscută în mod uzual Historia syntomos („Scurtă istorie”) sau sub numele latinizat Breviarium și descrie pe scurt evenimentele istorice care au avut loc din anul 602 (an în care se opresc lucrările istorice ale lui Theofilact din Simocatta) până în anul 769, deși există unele lacune în prezentarea perioadei. Perioadele 641–663 și 733–741 nu sunt descrise. Acest lucru se datorează, probabil, lipsei surselor sau pierderii unor pagini scrise. O comparație cu cronica (mai detaliată) a lui Teofan Mărturisitorul, care, spre deosebire de Nichifor, a procedat la cercetarea analelor istorice, a evidențiat că ambele au recurs adesea la aceeași sursă de bază. Atât Nichifor, cât și Teofan au folosit foarte probabil cronica lui Traianos Patrikios. Teofan a folosit în plus unele surse la care Nichifor nu avea acces, printre care, cel mai probabil, o traducere greacă a cronicii lui Teofil din Edessa, astfel încât Teofan a putut umple golurile existente mai bine decât Nichifor. Cu toate acestea, este greu de știut ce surse a folosit Nichifor, dar cronica lui Ioan din Antiohia poate fi identificată cu certitudine (pentru c. 1 din Cronică). Sursa principală pentru prima parte a cronicii pare să fi fost o cronică a orașului Constantinopol, în timp ce pentru a doua parte a cronicii este în principal cronica lui Traianos și o altă cronică a orașului.
Doar arareori Nichifor oferă alte informații decât Teofan în opera sa istorică; informațiile din sursele istorice sunt reproduse de Nichifor adesea mai succint, dar uneori mai precis decât Teofan, astfel încât lucrarea sa poate fi folosită, de asemenea, pentru verificarea sau completarea cronicii lui Teofan. Cronica istorică a lui Nichifor, care a fost scrisă în anii '80 sau '90 ai secolului al VIII-lea, nu este foarte solicitantă în plan literar. Ea a supraviețuit în două ediții (V [Manuscrisul de la Vatican] și L [Manuscrisul de la Londra]).

## Ediții și traduceri
- Cyril Mango (ed.): Nikephoros, Patriarch of Constantinople. Short History. Washington 1990 (cu traducere în engleză, introducere și un scurt comentariu).